# Rafał Miastowski
Rafał Miastowski (ur. 4 listopada 1971 w Warszawie) – polski samorządowiec, od 2018 roku burmistrz Mokotowa. Wcześniej w latach 2008–2010 był burmistrzem Wilanowa, a od 2010 do 2015 burmistrzem Bielan. W latach 2006–2008 pełnił także urząd członka zarządu Bielan, a od 2015 do 2018 pełnił urząd zastępcy burmistrza Ursynowa.

## Życiorys
Jest absolwentem Technikum Mechanicznego i Pedagogicznego Studium Technicznego im. Michała Konarskiego w Warszawie, Szkoły Głównej Gospodarstwa Wiejskiego w Warszawie, Wyższej Szkoły Przedsiębiorczości i Zarządzania im. Leona Koźmińskiego oraz Akademii Wychowania Fizycznego Józefa Piłsudskiego. Ukończył także studia MBA w Collegium Humanum – Szkole Głównej Menedżerskiej w Warszawie. Działał w Związku Harcerstwa Polskiego oraz Związku Harcerstwa Rzeczypospolitej. Jest honorowym dawcą krwi.

### Działalność polityczna
W 2005 roku został członkiem Platformy Obywatelskiej RP (pełnił funkcję sekretarza i skarbnika powiatu warszawskiego). W 2006 roku został członkiem zarządu dzielnicy Bielany. W styczniu 2008 roku wybrano go burmistrzem Wilanowa. 16 grudnia 2010 roku wybrany został burmistrzem dzielnicy Bielany. Na stanowisku burmistrza Wilanowa zastąpił go Ludwik Rakowski. 14 stycznia 2015 roku na stanowisku burmistrza został zastąpiony przez Tomasza Mencinę. 21 stycznia tego samego roku Miastowski został powołany na stanowisko zastępcy burmistrza Ursynowa.
27 listopada 2018 roku został wybrany burmistrzem Mokotowa, zastępując na tej funkcji Bogdana Olesińskiego. Wszedł w skład rad nadzorczych spółek GGKO – Zarządzanie Nieruchomościami oraz Agro Aplikacje.

## Życie prywatne
Jest żonaty z Joanną. Para wychowuje dwoje dzieci.